# 鲍曹科·彼得
鲍曹科·彼得（匈牙利語：Baczakó Péter，1951年9月27日—），匈牙利男子举重运动员。他曾代表匈牙利参加1976年和1980年夏季奥林匹克运动会举重比赛，共获得一枚金牌和一枚铜牌。